# 정규상 (1910년)
정규상(丁奎祥, 1910년 12월 15일~1998년 4월 6일)은 대한민국 정치인이다. 대한민국의 제3대 제4대 국회의원을 역임하였으며, 호는 학산(鶴山)이다.

## 약력
- 영월공립보통학교졸업
- 평양기성의학강습소졸업
- 삼기광산ㆍ송천금광산경영
- 대한농민회영월군부회장
- 국민회영월지부부회장
- 국회상공위원장

## 역대 선거 결과
|  | 27.67% |

|  | 32.65% |

|  | 34.61% |

|  | 38.90% |

|  | 12.59% |

## 참고자료
- 정규상 - 대한민국헌정회